# 应变能
应变能（英語：strain energy），或称变形能，是指物体在发生形变时贮存于其中的能量。当外力撤去后，应变能会逐渐释放。对于弹性材料，应变能可以完全恢复，物体将回到初始状态。而对塑性材料而言，应变能无法完全恢复。
应变能通常记作U， 可表示为
{\displaystyle U=\int _{v}U_{0}dV,}
其中 {\displaystyle U_{0}}为应变能密度（单位体积下的应变能）。对一维线弹性材料，{\displaystyle U_{0}} 为
{\displaystyle U_{0}={\frac {1}{2}}\sigma \epsilon ={\frac {1}{2}}E\epsilon ^{2}={\frac {1}{2}}{\frac {\sigma ^{2}}{E}},}
其中 {\displaystyle \sigma }为应力、{\displaystyle \epsilon }为应变，E则为杨氏模量。而对于三维问题，{\displaystyle U_{0}}为
{\displaystyle U_{0}={\frac {1}{2}}(\sigma _{x}\epsilon _{x}+\sigma _{y}\epsilon _{y}+\sigma _{z}\epsilon _{z}+\tau _{xy}\gamma _{xy}+\tau _{xz}\gamma _{xz}+\tau _{yz}\gamma _{yz}),}
其中 {\displaystyle \sigma }、{\displaystyle \epsilon }分别为正应力和正应变，{\displaystyle \tau }、{\displaystyle \gamma }分别为切应力和切应变。